# Шмигелювна, Тереса
Тереса Шмигелювна или Тереса Шмигель (пол. Teresa Szmigielówna, Teresa Szmigiel, 9 октября 1929 — 24 сентября 2013) — польская актриса театра, кино и телевидения.

## Биография
Родилась в селе Кобалювка. Актёрское образование получила в Киношколе в Лодзи, которую окончила в 1953 году. Актриса театров в Жешуве, Варшаве и Люблине. Выступала в спектаклях «театра телевидения» в 1958—1999 гг. Скончалась 24 сентября 2013 года.

## Избранная фильмография
- 1950 — Варшавская премьера / Warszawska premiera — женщина
- 1953 — Три повести / Trzy opowieści — санитарка
- 1953 — Целлюлоза / Celuloza — Зофья Червячекова, любовница Щенсного
- 1954 — Карьера / Kariera — Ирена Хулевичова
- 1955 — Подгале в огне / Podhale w ogniu — Хальшка
- 1957 — Петля / Pętla — давняя возлюбленная Кубы
- 1958 — Эроика / Eroica — монахиня Катажина
- 1959 — Загадочный пассажир (Поезд) / Pociąg — жена адвоката
- 1960 — Счастливчик Антони / Szczęściarz Antoni — Юлия
- 1960 — Невинные чародеи / Niewinni czarodzieje — Тереса, медсестра
- 1961 — Дорога на запад / Droga na zachód — заведующая станции
- 1963 — Дневник пани Ганки / Pamiętnik pani Hanki — Хальшка Корниловская
- 1966 — Ад и небо / Piekło i niebo — девушка, подруга Игнатия
- 1966 — Марыся и Наполеон / Marysia i Napoleon — гостья на балу
- 1966 — Барьер / Bariera — женщина, плачущая в больнице
- 1968 — Последний после бога / Ostatni po Bogu — жена Хулевича
- 1972 — Путешествие за улыбку / Podróż za jeden uśmiech — мать Польдека
- 1973 — Дорога / Droga — Кравчыньская, мать Иоли
- 1975 — Ярослав Домбровский / Jarosław Dąbrowski — Валерия Пётровская
- 1979 — Кинолюбитель / Amator — член жюри Фестиваля Любительских Фильмов
- 1979 — Страхи / Strachy — мать Терезы
- 1982 — Пепельная среда / Popielec — Добровольская
- 1983 — Альтернативы 4 / Alternatywy 4 — женщина в мясном магазине (только в 6-й серии)
- 1985 — Ядовитые растения / Rośliny trujące — барменша
- 1990 — Корчак / Korczak — женщина
- 2001 — Канун весны / Przedwiośnie — тётка Анеля
- 2003 — Иностранец / The Foreigner — старушка на французской ферме
- 2003 — Скажи, Габи / Powiedz to, Gabi — Зофья, мать бизнесмена
- 2005 — Группа крови Rh+ / Rh+ — старушка
- 2009 — Город у моря / Miasto z morza — Юля
- 2012 — Пятое время года / Piąta pora roku — мать Романа

## Признание
- 1979 — Золотой Крест Заслуги.